# Crèvecœur-en-Brie
Crèvecœur-en-Brie är en kommun i departementet Seine-et-Marne i regionen Île-de-France i norra Frankrike. Kommunen ligger i kantonen Rozay-en-Brie som tillhör arrondissementet Provins. År 2022 hade Crèvecoeur-en-Brie 450 invånare.

## Befolkningsutveckling
Antalet invånare i kommunen Crèvecœur-en-Brie
| Referens: INSEE |